# Жерар де Нерваль
Жерар де Нерваль (фр. Gérard de Nerval) псевдонім Жерара Лабрюні (Labrunie); 22 травня 1808, Париж — 26 січня 1855, Париж) — французький поет, прозаїк, драматург, перекладач з арабської та німецької, один із співавторів Александра Дюма-батька, романтик.

## Біографія і творчість
Батько — хірург наполеонівської армії. Освіту здобув у паризькому ліцеї Карла Великого, де познайомився з багатьма письменниками-романтиками 30-х років. Віддавши данину деяким традиціям класицизму в ліберально-бонапартистської збірнику «Національні елегії і політичні сатири» (Élégies nationales et satires politiques, 1 827), Нерваль став поклонятися Гюго — вождю романтизму.
Нерваль вітав і оспівав Липневу революцію (ода «Народ», 1830 ; політичні сатири, 1831), але швидко розчарувався в ній. З настанням реакції Нерваль підпав під вплив «галантної» або «золотої» богеми Теофіля Готьє, яка проголосила гасло: «Мистецтво для мистецтва». В кінці 1830-х рр. Нерваль прийшов до думки про повну безплідність соціально-політичної боротьби (драма «Léo Burckart», 1839). Останні роки Нерваля були затьмарені злиднями і психічною недугою. Нерваль покінчив життя самогубством, повісившися в одному з паризьких закутків. Похований на паризькому цвинтарі Пер-Лашез.
Нерваль залишив декілька збірок віршів («Німецькі вірші» — «Poésies allemandes», 1830 ; «Галантна богема» — «La bohême galante», 1855), низку історичних драм і оперних лібрето («Засудження Фауста» — «La damnation de Faust», 1846). Однією з найвідоміших збірок Нерваля є збірка «Діви вогню» («Les filles de feu», 1854), до якої увійшли 8 оповідань та знаменитий цикл «Химери», що складається з 12 сонетів (український переклад: Михайло Москаленко, див. нижче).
Еротизм, фантастика і культ мистецтва для мистецтва галантної богеми, характерні для Нерваля, розвинулися під сильним впливом німецьких романтиків, й були формою відмови від земної дійсності. Для Нерваля характерно містичне шукання образу досконалої жінки, що знайшло своє найвитонченіше вираження у повісті «Мрія і дійсність» (Le rêve et la vie, 1 855). У тому ж році поет повісився.
Подорожі Нерваля на Схід і до Німеччини описані в ряді книг: «Сцени східної життя» (Scènes de la vie orientale, 1848), «Подорож на Схід» (Voyage en Orient, 1 851), «Лорелея» (Loreley, +1852). Високо поціновується переклад «Фауста», зроблений Нервалем ще у юності, що заслужив похвалу самого Гете.
З інших німецьких письменників Нерваль перекладав Шіллера, Клопштока, Бюргера й особливо Гейне. Нерваль залишив кілька збірок історико-літературних статей («Етюди про німецьких поетів» — «Études sur les poètes allemands», 1830). У своїй творчості Нерваль є попередником французьких символістів , оніричний характер його творчості високо поціновували сюрреалісти.

## Вибрані твори
- Соната диявола
- Жак Казот
- Зелена почвара
- Король блазнів
- Історія про царицю світання і про Сулеймана, повелителя духів
- Історія халіфа Хасима

## Українські переклади
Поезії Жерара де Нерваля перекладали поет-неокласик Михайло Драй-Хмара, у пізніший період — Євгенія Кононенко, Юрій Бедрик, Ігор Андрущенко, Михайло Москаленко.
- Нерваль, Жерар де. Поезії. З французької переклали Євгенія Кононенко, Юрій Бедрик, Ігор Андрущенко // Всесвіт. — 1993. — № 9—10.
- Нерваль Жерар де. Химери. Поезії. Переклад з французької Михайла Москаленка // Сучасність. — 2001. — № 3, с. 49-53.
- Оделетти для Химер. Три поетичні цикли Жерара де Нерваля в українському перекладі Володимира Баняса. Літературно-художнє видання (Збірка віршів із перекладами для вивчення світової літератури XIX століття) Закарпатського угорського інституту імені Ференца Ракоці ІІ / Вибирав та перекладав цикли віршів: Володимир Баняс-молодший. Берегове: ЗУІ ім. Ференца Ракоці ІІ, 2024. 108 с. (французькою та українською мовами)